# Phimosis
Le phimosis est une affection du pénis ou du clitoris. Il empêche, lors de l'érection, la rétraction du prépuce derrière le gland du pénis,  ou la rétraction du capuchon du clitoris derrière le gland du clitoris. 
Le phimosis peut notamment être causé par une étroitesse congénitale du prépuce ou du capuchon, et parfois induit par des lésions provoquées par une infection, une tumeur ou un diabète.

## Phimosis du clitoris
Selon une étude parue en 2000, basée sur des photos d'un échantillon réduit de 200 cas, la prévalence observée de 25 % et les possibilités de traitement du phimosis du gland du clitoris demanderaient à faire l'objet de recherches. 
En 2010, un article sur un cas d'éthique induit par une demande de parents au nom de normes culturelles signale qu'aucune étude n'a prouvé d'avantage à la pratique d'une incision du clitoris chez les femmes. L'étude rappelle que ce type d'intervention est classé dans les mutilations génitales féminines.

## Phimosis du pénis

### Chez l'enfant
L'étroitesse du prépuce est un état normal chez le jeune garçon dont la muqueuse du prépuce est souvent accolée au gland (adhérences préputiales). Le tout se règle lors d'auto-décalottage progressif dans les bains, ou au lit. Le prépuce ne peut être rétracté, sans ressenti douloureux, chez 80 % des nourrissons de 6 mois, chez 50 % de 1 an et chez 20 % de 2 ans[réf. souhaitée].

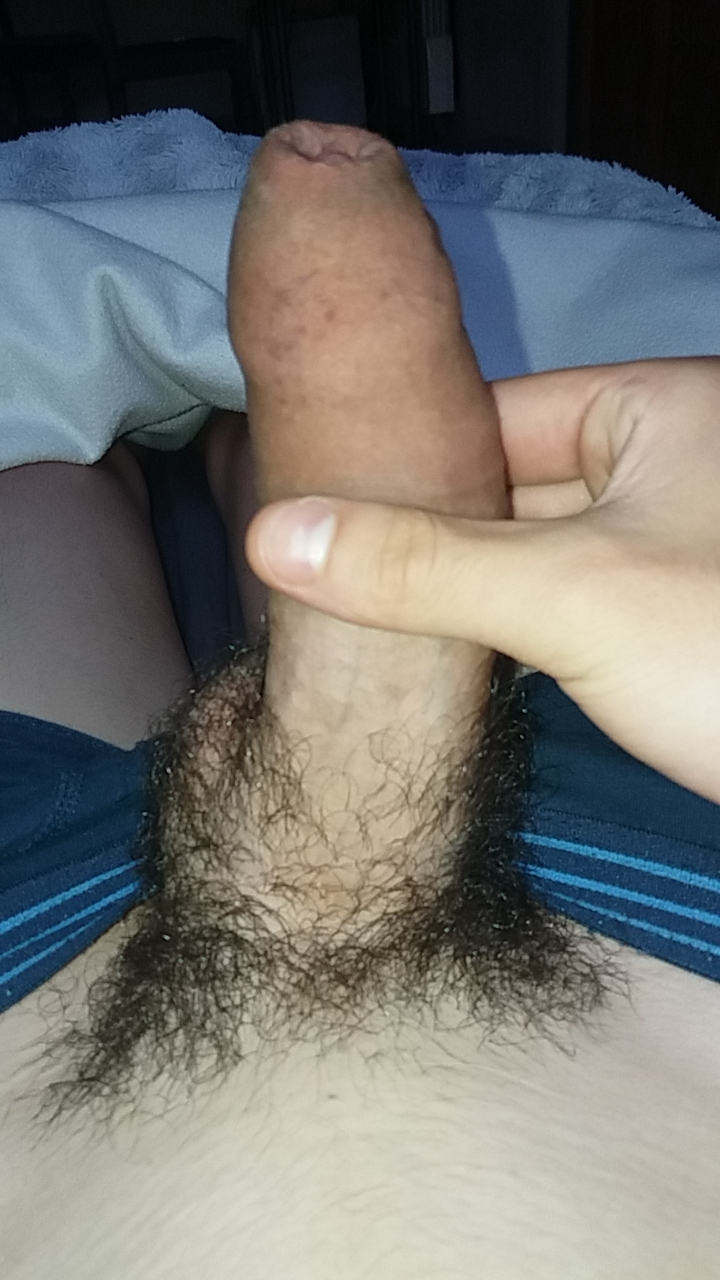
Cas d'un léger phimosis sur un pénis humain.

Si une infection survient chez l'enfant (comme une balanite), il peut être nécessaire de faire une libération des adhérences, sous anesthésie générale ou locale. La présence de smegma et de détritus cellulaires sous le prépuce est généralement nettoyée lors de la miction[réf. nécessaire] par l'urine qui lave le « sac préputial » déjà formé.

### Diagnostic
Le diagnostic est fait par du personnel médical. Les parents ou la personne atteinte de phimosis ne doivent pas forcer le décalottage. L’âge idéal pour opérer un phimosis se situe vers 12 à 13 ans. À part ce seul geste pour cette pathologie peu fréquente, sur une verge d’enfant, il ne faut rien faire.

### Risques

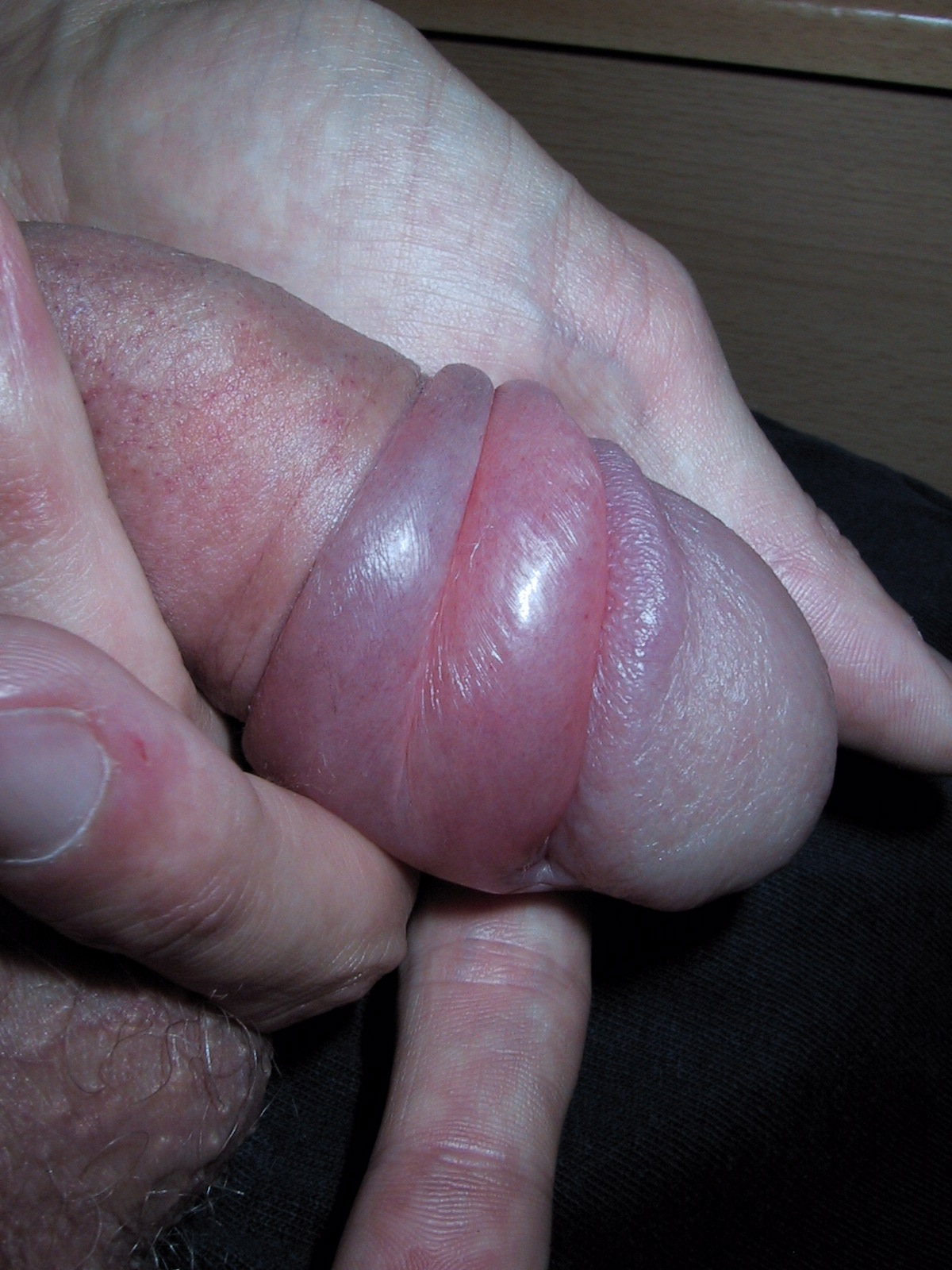
Exemple de paraphimosis (urgence médicale dès que des signes de mauvaise circulation sanguine apparaissent ou si le paraphimosis perdure plusieurs heures)

Le phimosis d'origine infectieuse peut conduire à un risque accru d'infections du gland (balanite) ou urinaires, à des difficultés à avoir un rapport sexuel, etc. 
Chez l'adolescent ou l'adulte, une mauvaise hygiène du gland peut conduire à une accumulation des sécrétions normales (smegma) susceptible de provoquer des balanites.
Le phimosis peut entraîner une complication spécifique : le paraphimosis, qui dans ses formes graves (quand le prépuce ne peut plus prendre sa position normale au repos) est une urgence médicale urologique, car pouvant induire une gangrène nécessitant l'amputation du gland du pénis.

### Traitements
Il existe une voie non chirurgicale et une voie chirurgicale (circoncision, suppression du frein, plastie d'agrandissement du prépuce).

#### Traitements non chirurgicaux
Les méthodes non chirurgicales de dilatation progressive de l'anneau préputial, fondées sur l'application de tractions et d'étirements répétés, se font manuellement, ou avec des dilatateurs mécaniques (exemples : dispositif médical de marque Phimocure ou Phimostop), qu'on emploie avec des antiseptiques, corticoïdes (anti-inflammatoires) en crème ou avec un lubrifiant anatomique. 
Cette méthode, simple et peu coûteuse, nécessite une certaine persévérance, mais permet en général, en quelques semaines, une expansion progressive des tissus formant l’anneau préputial, ce qui permet peu à peu le décalottage complet du gland et la préservation du prépuce ainsi rendu fonctionnel.

#### Traitements chirurgicaux
Si la voie non-chirurgicale ne suffit pas, une plastie dorsale d'agrandissement du prépuce (plastie de Duhamel) est possible (petite incision du prépuce est suivie d'une suture transversale) ; 
Pour les cas sévères (ou si toutes les autres méthodes ont échoué), on recommande alors la circoncision (posthectomie), intervention consistant en l'ablation partielle voire parfois totale du prépuce. 
Si l'impossibilité de rétractation du prépuce est due à un frein (frenulum) trop court, on peut alors recourir à une simple plastie du frein (incision du frenulum).